# Chung Ling Soo
Chung Ling Soo era o nome artístico de William Ellsworth Robinson (2 de Abril de 1861-24 de Março de 1918) foi um mágico ilusionista que ficou famoso pelo truque em que ele mesmo foi morto, a pegada de bala em que o mágico tenta segurar a bala disparada contra ele, antes que ela o atinja.

## História
William nasceu em Nova York nos Estados Unidos, e começou a trabalhar com mágica aos 14 anos. Logo, entrou para o vaudeville e acabou trabalhando com grandes nomes da mágica da época, como Harry Kellar e Alexandre Herrmann. Em 1900, William descobriu que um agente procurava um mágico para interpretar um personagem chinês no Foliès Bergere, em Paris. William topou o desafio, até porque, 4 anos antes, ele havia conhecido Ching Ling Foo, o qual havia desafiado qualquer um a reproduzir seus truques. William aceitou e cumpriu o desafio, mas o mágico chinês se negou a reconhecer o feito e pagar o prêmio. Assim, criar um personagem chinês foi uma espécie de vingança de William (agora Chung Ling Soo) contra o ilusionista chinês Ching Ling Foo.

## Morte
No noite de 23 de março de 1918, Chung Ling Soo estava se apresentando no Wood Green Empire, em Londres, quando, no último de seu show  - o clássico número de pegar a bala, o qual ele já executara com sucesso diversas vezes antes - a arma que fazia o disparo, falhou e acabou disparando verdadeiramente, ao invés de um tiro de festim, como deveria ter sido. Chung Ling Soo foi atingido em cheio no peito, e morreu dois dias depois de hemorragia.
Em 1929, o mágico Will Goldston, escreveu um livro, no qual, defende a tese de que a morte de Chung Ling Soo, poderia ter sido, na verdade, um suicídio premeditado. A tese, porém, nunca se confirmou como sendo verdadeira.